# غروسيتو

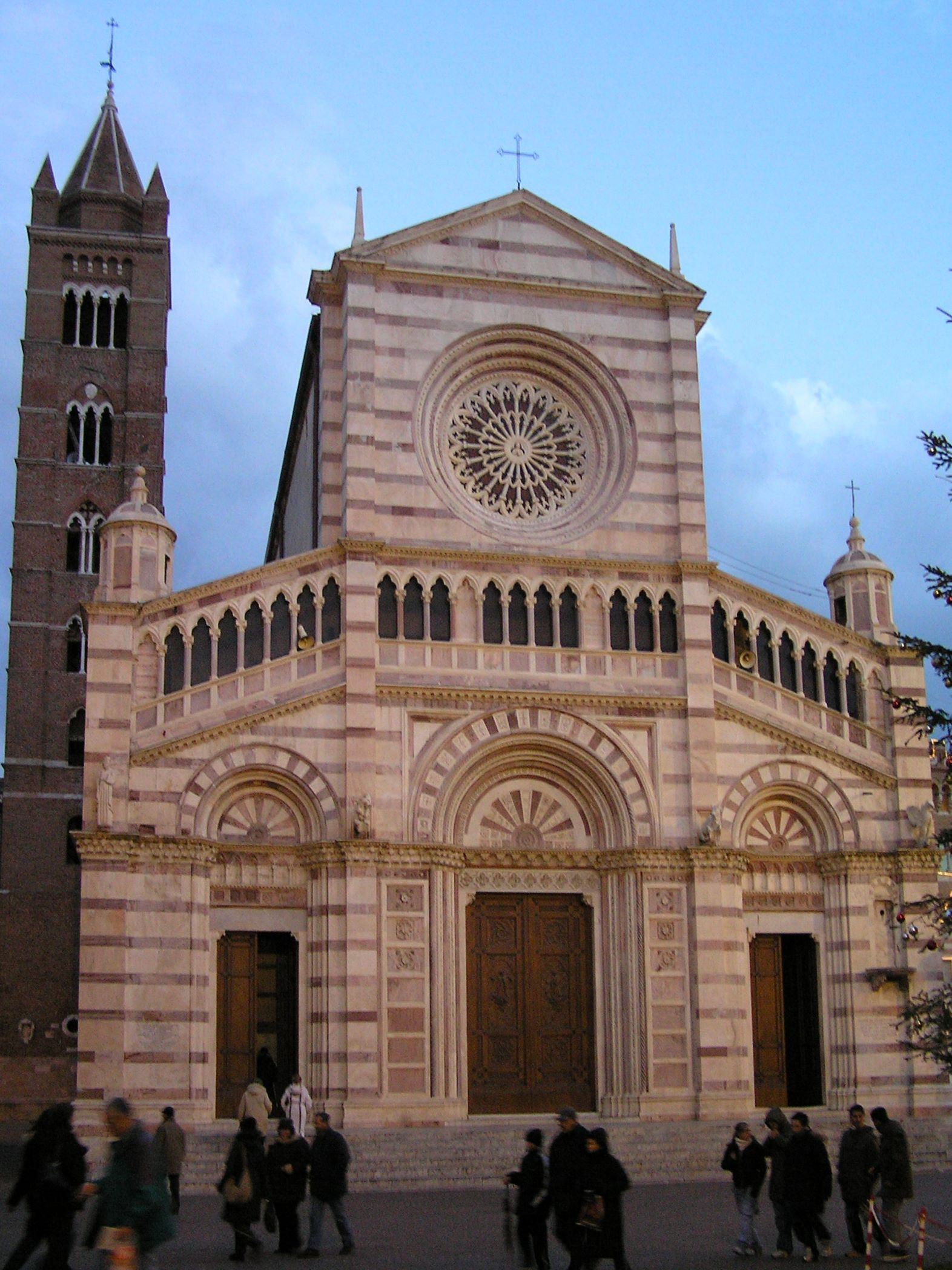
كاتدرائية غروسيتو

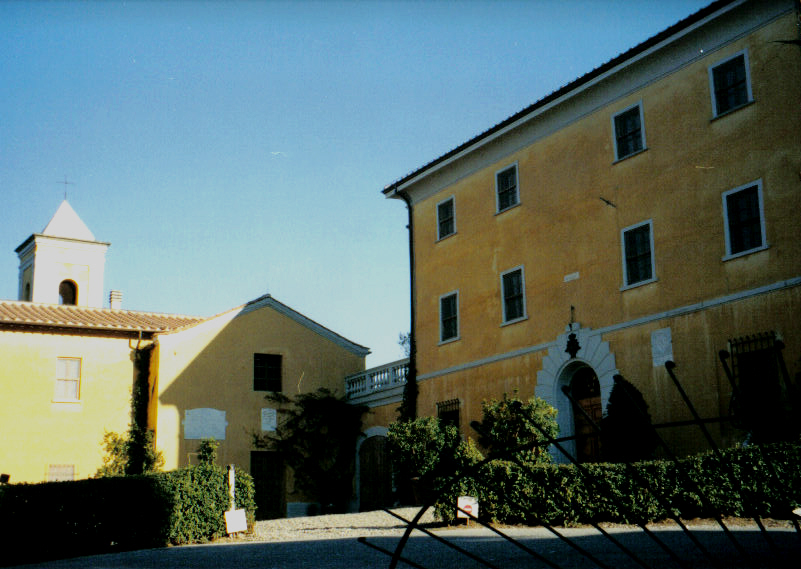
فيلا غراندوكالي

غروسيتو (بالإيطالية: Grosseto)‏، مدينة إيطالية تقع وسط البلاد، في جنوب إقليم توسكانا في المنطقة المسماة ماريما، عاصمة مقاطعة غروسيتو، تبعد عن البحر التيراني مسافة 12 كم شرقا، عدد سكانها 81.308 نسمة.

## السكان
في سنة 1861 بلغ عدد السكان 4٬724 نسمة، وتطور العدد ليصل في سنة 2011 لـ 78٬630 نسمة.
يظهر هذا المخطط البياني تطور النمو السكاني لـ غروسيتو

## التاريخ
تعود أصول غروسيتو إلى العصور الوسطى المبكرة. وأُشير إليها أول مرة في عام 803 كإقطاعية لكونتات آل ألدوبرانديسكي، في وثيقة تنص على تسليم كنيسة سان جورجو إلى إلدبراندو ديلي ألدوبرانديسكي، الذي ظل خلفاءه كونتات Maremma grossetana حتى نهاية القرن الثاني عشر. نمت أهميتها بمرور السنوات لانحدار روزيلي وفيتولونيا. كانت غروسيتو أحد المدن الإترورية الرئيسية. في عام 1137 حاصرت المدينة قوات ألمانية بقيادة هاينريش العاشر دوق بافاريا، مرسلا من قبل الإمبراطور لوثير الثالث لاستعادة سلطته على أراضي ألدوبرانديسكي. وبعد سنة نُقلت أسقفية روزيلي إلى غروسيتو.
أقسم المواطنين على الولاء لسيينا في عام 1151. عندما أعطى آل ألدوبرانديسكي للغروسيتيين الحق في أن يكون لهم بودستا (حاكم إداري) خاصا بهم عام 1222، إلى جانب ثلاثة مستشارين وقناصل. عام 1244 عادت المدينة مرة أخرى إلى سيينا، إلى جانب جميع امتيازات آل ألدوبرانديسكي الإمبراطورية بعد استيلاء السيينيين عليها ونُصّبوا عليها قانونيا من قبل النائب الإمبراطوري ؛ وهكذا تبعت غروسيتو مصير سيينا. أصبحت معقلا هاما، وقلعة، لا تزال الأسوار والبستينات موجودة. سعت للحرية من هيمنة سيينا في عامي 1266 و1355، ولكن دون جدوى. بينما يتصارع حزبي الغويلفيين والغيبلينيين داخل المدينة، حاول أومبيرتو وألدوبراندينو ألدوبرانديسكي استعادة غروسيتو لأسرتهم. بيد أن الجيش السييني انتصر، وفي عام 1259 عينوا بودستا من مدينتهم. ولكن غروسيتو تحررت وفي السنة التالية وقاتلوا إلى جانب فلورنسا في معركة مونتابيرتي. شهدت العقود التالية مرة أخرى احتلال غروسيتو وتدميرها وحرمانها كنسيا من قبل البابا كليمنس الرابع، استعادة حريتها وأعلنت جمهورية بقيادة ماريا سكوتسيا تولومي، فحاصرها الإمبراطور لويس الرابع (1328)، ثم البابا المزيف نيقولاس الخامس في (1336)، حتى استسلمت نهائيا لسيينا الأقوى.
ضرب الوباء غروسيتو بقوة في عام 1348، فانخفض عدد سكانها بشدة حتى وصل إلى نحو مئة أسرة في عام 1369. وعلاوة على ذلك دُمرت أراضيها عدة مرات، كما فعل ألفونسو الخامس ملك أراغون في عام 1447 وياكوبو بيتشينينو عام 1455.
اتنهى حكم السيينيين عام 1559، بتسليم شارل الخامس لكل الدوقية إلى كوزيمو الأول دي ميديشي، أول من حمل لقب غراندوق توسكانا. عام 1574 بدأ بناء خط أسوار والذي لا يزال حتى اليوم بحالة جيدا، في حين تم تجفيف السهل المحيط. بيد أن غروسيتو ظلت بلدةً من الصف الثانية بسبعمائة ساكن فقط في بداية القرن الثامن عشر.
ازدهرت غروسيتو من جديد في ظل حكم آل لورين، ونالت لقب عاصمة مقاطعة ماريما الجديدة.